# Le Sauveur de Noël
Série
Le Sauveur de Noël 2
(2010)
Pour plus de détails, voir Fiche technique et Distribution.
Le Sauveur de Noël (ou Le Chien de Noël ; The Dog Who Saved Christmas) est un téléfilm de Noël américain réalisé par Michael Feifer qui a été diffusé depuis le 29 novembre 2009 sur ABC Family.

## Synopsis
C'est l'histoire de Zeus, un labrador qui a eu une belle carrière dans la brigade canine et qui après avoir erré dans les rues a été adopté par la famille Bannister pour Noël. Cependant, Madame Bannister trouve Zeus trop envahissant et inutile. Mais, pendant la soirée de Noël, Zeus montre toute l'étendue de ses capacités en faisant fuir deux voleurs, ce qui surprend tout le monde.

## Fiche technique
- Titre : Le Sauveur de Noël
- Titre original : The Dog Who Saved Christmas
- Réalisation : Michael Feifer
- Scénario : Jeffrey Schenck, Michael Ciminera, Richard Gnolfo
- Musique : Adres Boulton et Chad Rehmann

- Durée : 89 minutes
- Pays d'origine :  États-Unis
- Adaptation française : Laurence Duseyau

## Distribution
- Lana : Zeus
- Dean Cain (VF : Emmanuel Curtil) : Ted Stein
- Gary Valentine : George Bannister
- Mario López (VF : Sébastien Desjours) : Zeus (voix)
- Elisa Donovan (VF : Marianne Leroux) : Belinda Bannister
- Sierra McCormick : Kara Bannister
- Charlie Stewart (en) : Ben Bannister
- Joey Diaz (en) : Stewey McMann
- Mindy Sterling : La grand-mère - Annie Bannister
- Adrienne Barbeau (VF : Véronique Augereau) : Femme chat
- Michael Healey : Chien au chenil (voix)
- Ilana Silverman : Chegwee (voix)
- Coley Feifer : Souris 1 (voix) / George jeune
- Emma Feifer : Souris 2 (voix)
- Joe Torry : Perry Winkle
- Tino Struckmann : Franz
- Michael Ciminera : Officier 1
- Richard Gnolfo : Officier 2
- Caia Coley : Donna Jameson
- Melissa Soltero : Leader de la chorale de Noel
- James Rodriguez Jr. : Officier Steele - James Rodriguez
- Michael Feifer : Officier Billing
- Diane Healey : Mère de George (voix)
- Barry Barnholtz : Jack
- Anna Barnholtz : Wendy
- Jeffrey Schenck : Voisin 1
- Aidan Schenck : Voisin 2
- Ryan Schenck : Voisin 3
- Jordan Schenck : Voisin 4

 Source et légende : version française (VF) sur RS Doublage

## Autour du film
Ce film, également distribué sous le titre Le Chien de Noël, est le premier d'une trilogie de Noël, constituée d'une première suite en 2010 intitulée À la rescousse de Noël (ou Le Chien de Noël 2, en anglais The Dog Who Saved Christmas Vacation) et d'une seconde en 2012, Le Chien qui a sauvé Noël (The Dog Who Saved the Holidays). D'autres suites des aventures canines de Zeus et de la famille Bannister ont été tournées sur le même canevas et à d'autres périodes de l'année, comme Le Sauveur d'Halloween, (The Dog Who Saved Halloween, 2011) ; Le Chien qui a sauvé Pâques (The Dog Who Saved Easter, 2014) ; Le Chien qui a sauvé l'été (The Dog Who Saved Summer, 2015).

## Accueil
Le téléfilm a été vu par 4 millions de téléspectateurs lors de sa première diffusion.